# Marcin Franc
Marcin Franc (ur. 23 kwietnia 1992 w Białogardzie) – polski aktor musicalowy, filmowy, telewizyjny i dubbingowy oraz piosenkarz.

## Życiorys
Ukończył dwa kierunki studiów wokalno-aktorskich. W 2015 ukończył z wyróżnieniem Wydział Wokalno-Aktorski Akademii Muzycznej im. Stanisława Moniuszki w Gdańsku ze specjalnością musical, a w 2020 został absolwentem Wydziału Aktorskiego Akademii Teatralnej im. Aleksandra Zelwerowicza w Warszawie. Był laureatem stypendium Ministra Kultury i Dziedzictwa Narodowego w roku akademickim 2018/2019.
Jego pierwszą główną rolą teatralną była rola Jezusa w rock-operze Jesus Christ Superstar w Teatrze Muzycznym w Łodzi. W tym samym spektaklu grał także rolę Szymona Zeloty w drugiej obsadzie. Następnie zagrał kolejną główną rolę męską – Oliviera w Love Story w Nowym Teatrze w Słupsku. Wziął udział również w spektaklach Gliwickiego Teatru Muzycznego. W 2017 został aktorem Teatru Muzycznego „Roma” w Warszawie, w którym zadebiutował rolą Stefana w musicalu Piloci. W 2019 otrzymał dwie kolejne musicalowe główne role męskie: Chrisa w Miss Saigon w Teatrze Muzycznym w Łodzi i Radamesa w Aidzie w Teatrze Muzycznym „Roma”. Występował także w spektaklu Lunapark w Teatrze Narodowym w Warszawie. W 2019 za występ w roli Jana Torupa w spektaklu telewizyjnym Jana Englerta Lato otrzymał Honorową Nagrodę Aktorską na Festiwalu Teatru Polskiego Radia i Teatru Telewizji Polskiej Dwa Teatry w Sopocie. Również w 2019 wystąpił jako Ozryk w Hamlecie w Teatrze Telewizji. Został laureatem dwóch edycji Ogólnopolskiego Plebiscytu Musicalowych Premier Sezonu w kategorii najlepszy aktor za sezony teatralne 2022/2023 i 2023/2024.
Zagrał w filmie sensacyjnym Władysława Pasikowskiego Kurier. Gra Michała Śniegockiego Juniora w serialu Stulecie Winnych (od 2021).
Jest aktorem dubbingowym, użyczył głosu, m.in. Jaskrowi w Wiedźminie Netflixa oraz tytułowemu bohaterowi filmu aktorskiego Aladyn. 

## Role teatralne
Źródło:
| Rok       | Przedstawienie                                                        | Rola                | Teatr                                                      |
| --------- | --------------------------------------------------------------------- | ------------------- | ---------------------------------------------------------- |
| 2011–2013 | Antygona                                                              | Polinejkes          | Teatr Miejski im. Witolda Gombrowicza w Gdyni              |
| 2014      | Wonderful Town                                                        | Appopolus           | Akademia Muzyczna im. Stanisława Moniuszki w Gdańsku       |
| 2014      | Wonderful Town                                                        | Fourth Cop          | Akademia Muzyczna im. Stanisława Moniuszki w Gdańsku       |
| 2013      | Evita (wersja koncertowa)                                             | Che                 | Akademia Muzyczna im. Stanisława Moniuszki w Gdańsku       |
| 2014      | Dźwięki muzyki                                                        | Rolf Gruber         | Gliwicki Teatr Muzyczny                                    |
| 2014      | Jesus Christ Superstar                                                | Jezus               | Teatr Muzyczny w Łodzi                                     |
| 2014      | Jesus Christ Superstar                                                | Szymon Zelota       | Teatr Muzyczny w Łodzi                                     |
| 2015      | Rodzina Addamsów                                                      | Lucas Beineke       | Gliwicki Teatr Muzyczny                                    |
| 2015      | Love Story                                                            | Oliver Barrett IV   | Nowy Teatr im. Witkacego w Słupsku                         |
| 2015      | Fame                                                                  | Nick Piazza         | Akademia Muzyczna im. Stanisława Moniuszki w Gdańsku       |
| 2017–2019 | Piloci                                                                | Stefan              | Teatr Muzyczny „Roma”                                      |
| 2018      | Lunapark                                                              | —                   | Teatr Narodowy                                             |
| 2018      | Lato                                                                  | Jan Torup           | Teatr Telewizji                                            |
| 2018      | Każdy musi kiedyś umrzeć Porcelanko, czyli rzecz o wojnie trojańskiej | Mężny Ajaks Junior  | Akademia Teatralna im. Aleksandra Zelwerowicza w Warszawie |
| 2019      | Gwoździe                                                              | Artysta             | Akademia Teatralna im. Aleksandra Zelwerowicza w Warszawie |
| 2019      | Hamlet                                                                | Ozryk               | Teatr Telewizji                                            |
| 2019–2023 | Next to normal                                                        | Gabe                | Teatr Syrena                                               |
| 2019–2022 | Miss Saigon                                                           | Chris               | Teatr Muzyczny w Łodzi                                     |
| 2019–2023 | Aida                                                                  | Radames             | Teatr Muzyczny „Roma”                                      |
| 2021–2022 | Waitress                                                              | Doktor Jim Pomatter | Teatr Muzyczny „Roma”                                      |
| 2022–2023 | West Side Story                                                       | Tony                | Opera i Filharmonia Podlaska                               |
| 2023      | Złap mnie, jeśli potrafisz                                            | Frank Abagnale Jr.  | Teatr Muzyczny w Łodzi                                     |
| 2023–     | Kopernik                                                              | Mikołaj Kopernik    | Opera Krakowska                                            |
| 2023–     | Tik, tik… Bum!                                                        | Jon                 | Teatr Muzyczny „Roma” (Nova Scena)                         |
| 2024–     | Drogi Evanie Hansenie                                                 | Evan Hansen         | Teatr Muzyczny w Poznaniu                                  |
| 2024-     | Dracula                                                               | Jonathan Harker     | Teatr Muzyczny w Łodzi                                     |
| 2025-     | Wicked                                                                | Fijero              | Teatr Muzyczny "Roma"                                      |

## Filmografia
Źródło:

### Filmy
- 2019: Ikar. Legenda Mietka Kosza jako kelner
- 2019: Kurier
- 2020: Kolej na miłość jako Mikołaj Lis

### Seriale
- 2018: Druga szansa jako student
- od 2021: Stulecie Winnych jako Michał Śniegocki Junior

### Role głosowe
- 2018: Paradise PD jako Sprzedawca komiksów / Klient / Miłosny telegram
- 2018: Dziadek do orzechów i cztery królestwa
- 2018: Ant-Man i Osa
- 2019: Bia jako Guillermo Ruíz
- 2019: Gwiezdne wojny: Skywalker. Odrodzenie
- 2019: Wiedźmin jako Jaskier
- 2019: The Mandalorian jako Caben
- 2019: Dora i Miasto Złota
- 2019: Aladyn jako Aladyn[20]
- 2020: Zaplątani: Serial jako Varian
- 2020: BoJack Horseman jako Joey Pogo / Producent reklamy
- 2020: Wyprawa na Księżyc jako Gobi
- 2020: W rytmie dżungli: Film jako Lead Wildebeest
- 2020: List do króla jako Jusssipo
- 2020: Zombi 2 jako Wyatt Lykensen
- 2020: Marvel’s Avengers (gra komputerowa)
- 2020: Tajne Stowarzyszenie Królewskich Sióstr i Braci jako Mike
- 2021: Skater Girl jako Subodh
- 2021: Star Trek: Prodigy jako Zero
- 2021: W 80 dni dookoła świata jako Obieżyświat
- 2021: My Little Pony: Nowe pokolenie jako Sprout
- 2021: Tydzień życia jako Sean
- 2021: Ron Usterka jako Marc
- 2023: Wonka jako Willy Wonka
- 2023: Inazuma Eleven go jako Riccardo Di Rigo
- 2024: To zawsze Agatha jako Młody (William Kaplan)